# Dioda wsteczna

Symbol diody wstecznej (A - anoda, K - katoda)

Dioda wsteczna (odwrócona, zwrotna, jednotunelowa) – dioda półprzewodnikowa, której charakterystyka jest bardzo zbliżona do idealnego zaworu (jeśli pracuje w kierunku polaryzacji zaporowej). Z tego powodu jest stosowana do detekcji i mieszania sygnałów.
Konstrukcyjnie diody wsteczne są podobne do diod tunelowych, z tym, że z powodu słabszego domieszkowania złącza znika charakterystyczny punkt szczytowy.

Charakterystyka prądowo-napięciowa diody wstecznej (linia ciągła) i diody tunelowej (linia przerywana)